# Polygon
Polygonは、ゲーム関連のニュース、文化、レビュー、動画を公開するビデオゲームウェブサイトである。2012年にVox Mediaの3つ目のプロジェクトとして設立されてから、Polygonは類似のウェブサイトとの差別化を図るため、ゲーム自体の事よりもその裏側の人たちにフォーカスを当てるという事をしてきた。また、雑誌形式の長い特集記事も制作しており、動画コンテンツを提供したり、ゲームのアップデートの伴うレビュースコアの更新などをしている。
サイトの完成までには10ヶ月以上を要した。設立に携わった16人のメンバーの中には、ゲーム系サイトJoystiq、Kotaku、ジ・エスケイピストの編集長達も含まれる。その設計はレスポンシブなHTML5標準規格に準拠しており、テーマカラーはピンクである。広告のスポンサーは、投稿内容に沿った直接的なものとなっている。Vox MediaはサイトPolygonの設立に関するドキュメンタリーを作成した。

## 歴史
ゲーム系ブログPolygonは、2012年10月24日にVox Mediaの3つ目のプロジェクトとして設立された。これはVox Mediaの誕生前のスポーツ系ブログSB Nationの急成長に伴い、1年近く前に設立された技術系ブログThe Vergeから派生したものである。Vox Mediaの最高経営責任者、Jim Bankoffは、Joystiqの編集長に2011年初めにコンタクトを取り、ビデオゲームウェブサイトの新設について打診した。 18歳から49歳の人口層に焦点を当てているVoxにとって、ビデオゲームはまさしくバーティカル市場であるとBankoffは考えていた。また、モバイルゲームやソーシャルゲームなどの台頭を考慮して、ゲームというのは急成長していく産業であるとも感じていた。フォーブスはBankoffの新設提案について、コンテンツファームと紙媒体の減少の時代における「オンラインジャーナリズムへの本格的な着手」と表現した。しかしGrantは提案を信用せず棄却した。The Vergeに対して注力したVox Mediaの努力量や、規律の取れたコンテンツ管理システム、実際のコンテンツ内容と広告運用を概観していく中で、Grantは考えを改めBankoffと再度接触することにした。Grantは新設するサイトについて、GameSpotやIGNなどの大御所ゲーム系ウェブサイトに匹敵するものにしつつ、古典的な雰囲気を出す長編の「雑誌形式のジャーナリズム」も扱えることを求めた。「ゲームジャーナリズムを再定義する」というサイトの方針の一部として、Vox Mediaは13部にわたるサイト創設に関するドキュメンタリー「Press Reset」を制作し、設立の起点から終点までを紹介している。
Forbesは、Polygonの最初の16人のスタッフを「豪華キャスト」と表現した。競合する3つのビデオゲームブログの編集長が参加したからである。GrantはJoystiqを2012年1月に去り、Kotakuとジ・エスケイピストの編集長Brian CrecenteとRuss Pittsを引き入れた。他に、Joystiqの編集責任者Justin McElroyや、週末編集員Griffin McElroy、さらにUGO、IGN、MTV、VideoGamer.com、1UP.comのスタッフも参加していた。Ben KucheraはThe Penny Arcade Reportが2013年11月にサービス終了した後に参加した。Polygonチームはテレワークで働いており、勤務場所はフィラデルフィア、ウェストバージニア、サンフランシスコ、シドニー、ロンドン、オースティンなどである。ただし、Vox Mediaの本部はニューヨークとワシントンD.C.にある。サイトの開発には10ヶ月以上を要し、その間にスタッフ達はサイトの名称、及び投稿内容とレビュースコアの基準を決めた。PolygonのスタッフはThe Vergeの中で"Vox Games"として2012年2月に始動し、10月の設立に至った。サイトの名称は4月のPAX Eastで発表された。「ビデオゲームの視覚表現を構成する部分の基礎」であるポリゴンを意味している。
2013年後期に行われた二回目の資金調達による予算の増加から、Vox Mediaは動画コンテンツへの投資を強化することを発表した。「雑誌形式であると同時にテレビ番組の様に感じる」ことを目的としている。2014年6月、Polygonは特集記事の量数減少を告知した。特集記事編集部のRuss Pittsと、その動画編集チームが離脱することになったからである。Polygonは2015年に、The Mary Sueの設立者の一人であるSusana Poloを抜擢した。これがサイトにおける、ビデオゲーム以外の大衆文化やエンタメを取り上げる方式への転機となった。 GamesIndustryはこの抜擢について、ゲーマーゲート集団嫌がらせ事件の勃発による進歩主義と性差別問題の提起に関して、ゲーム・技術メディアの文化的感性の方向転換となったとしている。
Vox Mediaはその後、特定のビデオゲームに特化したサイトを、PolygonとSB Nationの編集員を集めて複数立ち上げた。2016年3月に、eSportsである『League of Legends』のサイトThe Rift Heraldを、2017年6月に、『Dota 2』のサイトThe Flying Courierと『オーバーウォッチ』のサイトHeroes Never Dieを設立した。2017年7月、Brian CrecenteはPolygonを離れ、ローリング・ストーンのサイトGlixelに異動し、代わりにChris Planteが編集責任者の座に就いた。Polygonの動画編集員Nick Robinsonは、2017年8月にPolygonを離れた。オンライン上のセクハラに関する不適切な対応を理由にしている。

## コンテンツ
Polygonはビデオゲームのニュース、エンタメ、レビュー、動画を公開している。ゲーム自身に単純に着目するのではなく、ゲーム開発者やプレイヤーにフォーカスを当てることで、他のゲーム系サイトとのコンテンツの差別化を図ってきた。手始めに、Polygonは複数の長編の特集記事を、毎週公開することを計画していた。一般的な雑誌のカバーストーリーに匹敵する分量を目指したものである。また、ゲームのレビュースコアについて、ゲームがアップデートされた際にスコアを更新することを認めることにした。ダウンロードコンテンツや複数のアップデートによるゲーム性の変化に、より臨機応変に対応するためである。Polygonは、『The Last of Us』に与えた比較的低いスコアに対して批判を受けていたが、後のリマスター版について評価を上げた。リリース前と後とで、ゲームのクオリティ面の変化が大きくなることを考慮し、Polygonはリリース前のレビューを「暫定のレビュー」とし、最終的なゲームのスコアは公式リリースの後に持ち越すということを後に定めた。2018年9月から、ゲームのレビュースコアリングを停止し、レビューアーにより大きな自由度を与えることを決定した。従来のスコアシステムを「Polygon Recommends」に置き換え、最終的な判断を下すのに十分な時間ゲームをプレイしたレビューアーが、評価に値するゲームを決めて支持する。選ばれたタイトルは「Polygon Essentials」の選抜の候補として扱われる。「Polygon Essentials」のゲームは、サイトが全ての人にプレイしてほしいと感じるゲームである。
2013年後期には、Polygonの動画プロダクションに対する姿勢は非常に大きくなっていったが、2014年中期にその勢いは衰えた。動画編集スタッフの離脱と、特集記事の公開数削減という編集戦略的決断の影響である。2015年には、ゲームのみをカバーするスタンスから、大衆文化全般をカバーするスタンスに変更し、競合するサイトであるIGNやKotakuと似たスコープを取ることとなった。PolygonのポッドキャストMinimapは、iTunesの2015年ベストの一つに選ばれた。New York MagazineはPolygonのCar Boysを取り上げ、称賛した。
Polygonの主力のポッドキャストThe Polygon Showは、2017年に始まり、ゲームとその文化について議論している。2018年にはThe Daily Dotによる「ゲームオタクが知るべき10のポッドキャスト」の一つに選ばれた。2018年5月、PolygonはYouTubeに「Brand Slam」という動画シリーズを作り、有名ブランドのマスコット同士のバトルを扱っている。

## デザイン
サイトではピンク基調のデザインを用い、The Vergeの雑誌形式のレイアウトを模倣している。サイトの設計にはHTML5標準規格に準拠するようプログラミングされており、ノートパソコン、タブレット、スマートホンなどの異なるスクリーンサイズに適応するレスポンシブウェブデザインを使っている。これにより、個別のモバイル版を作る必要性を無くしている。長編記事に関してはタブレットに最適化されている。

## ビジネス
サイトではSB NationやThe Vergeでも使われている「コンテンツ直結型のスポンサー」によるオンライン広告モデルを採用している。一連の動画シリーズなどの広告には、特定の編集コンテンツとブランドが一体となっている。Vox Mediaが実施する、コンテンツファーム及びニュースまとめサイト戦術の回避と、コミュニティ形成における注力を、Forbesは「マガジンレベルの広告」に相応しいものと記述している。広告主に対しては、サイトの長編の記事を示すことでコンテンツの質の高さを売り込んでいる。サイト設立時からのスポンサーには、GEICO、ソニー、ユニリーバがある。
2014年6月に、Polygonはコムスコアによるウェブトラフィックのデータから、IGN、GameSpot、Kotakuに次ぐ第四番目のゲーム系サイトとなった。同月、Grantは前月が過去最高の人気度を記録していたことを伝えた。